# Eustoma exaltatum
Espèce
Eustoma exaltatum est une espèce de plantes de la famille des Gentianacées.